# مصنع سكر سنار
مصنع سكر سنار من مصانع إنتاج السكر في السودان، أسس في 1976، ويقع 4 كم شمال غرب سنار بولاية سنار، وينتج حوالي 110.000 طن من السكر. يقع 300 كم جنوب الخرطوم

## النشأة والتأسيس
تأسس مصنع سكر سنار في السبعينيات في فترة نظام مايو برئاسة الجنرال جعفر نميري بمساحة 15.120 هكتار مملوك للدولة مع شراكة إنتاجية يروى بالطرمات ويوفر الإمدادات الكهربائية والاتصالات له.